# عایق حرارتی

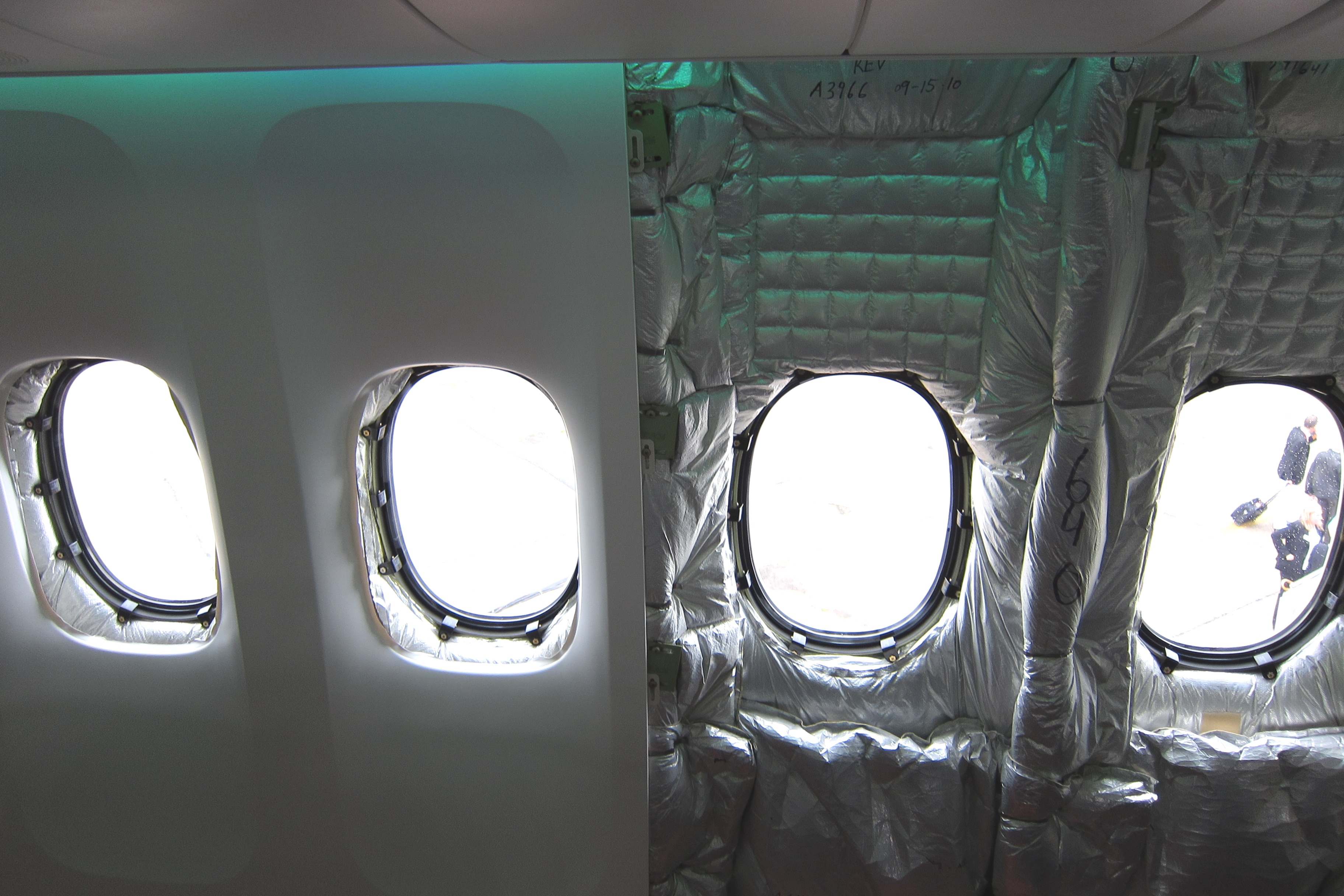
عایق‌های حرارتی در بدنه هواپیمای بوینگ

عایق حرارتی موادی هستند که برای جلو گیری از تبادل حرارت، بیشتر کم کردن هدر رفت حرارت سطوح مختلف سازه‌ها، ساختمان، لوله‌ها، کانال‌ها و مخازن استفاده می‌شوند.
با پیشرفت تکنولوژی و لزوم احداث ساختمان‌های سبک‌تر لازم شد که ضخامت جداره‌ها به حداقل کاهش یابد؛ در پی آن مسئله گریز حرارت از پوسته خارجی بنا مطرح شد؛ بنابراین به منظور کاهش هزینه ایجاد گرما و سرما، با قرار دادن عایق حرارتی در پوسته ساختمان‌ها ضریب هدایت حرارتی مجموعه را به میزان قابل توجهی کاهش داده‌اند. سه سازوکار برای انتقال گرما وجود دارد: هدایت، همرفت و تابش. هدایت به در همه جسم‌ها رخ می‌دهد به طوری که گرما از بخشی که گرم تر است به بخش سرد تر می‌رود. سازوکار همرفت، به یک محیط سیال نیازمند است. برای نمونه انتقال گرما در بدن که به دست خون انجام می‌شود از این دسته است. در سازوکار تابش، گرما از راه موج‌های الکترومغناطیس جابجا می‌شود و می‌تواند در خلاء هم رخ دهد. تابش خورشید از این گونه است. این سازوکار در دماهای بالا، نقش بسیار بزرگی در جابجایی گرما دارد. انتقال حرارت از جداره‌های خارجی ساختمان به شکل هدایت حرارت، مهم‌ترین عامل اتلاف یا کسب حرارت در ساختمان‌های معمولی است.

## صورت‌های مختلف عایق‌های حرارتی
مصالح عایق حرارتی عموماً از مواد مرکب ساخته می‌شوند.
- عایق‌های انباشتنی: این عایق به دو صورت الیافی یا دانه مرکب وجود دارد. الیاف شامل:پشم شیشه، پشم سنگ و… دانه‌ها از مواد مصرفی منبسط شده مانند:پرلیت، پلی استایلین و… از این نوع عایق در داخل ملات‌ها به‌عنوان دانه‌بندی استفاده می‌شود.
- عایق پتویی: این عایق از جنس پشم سنگ، پشم شیشه، پشم سرباره، پشم چوب و پشم حیوانات در ضخامت‌های متفاوت تا ۱۰۰ میلی‌متر و به عرض‌های مختلفی بریده می‌شوند. این نوع عایق‌ها برای عایق کاری مخازن و لوله‌ها استفاده می‌شود.
- عایق‌های قطعه‌ای: نوعی عایق از نظر مصالح مشابه عایق‌های پتویی هستند ولی طولشان کمتر. برخی از آنها پوشش کاغذی دارند که در دو لبه به صورت نوار روی قطعات را می‌پوشانند و نصب آنها را در قاب آسان‌تر می‌کنند. این نوع عایق در بین دیوارها و پشت مصالح استفاده می‌شود.
- دال‌های عایق:دال‌های عایق به صورت قطعات سخت ساخته می‌شوند و ابعاد آنها تا حدودی از عایق‌های قطعه‌ای کوچکتر است. گاهی به صورت چند لایه ساخته می‌شوند.
- عایق‌های منعکس کننده: معمولاً از سطوح فلزی ساخته می‌شوند و ممکن است با پشت بند یا بدون آن به کار روند.
- عایق‌های پاشیدنی:از اختلاط تارها یا سایر مصالح ریزدانه و متخلخل با انواع ماده تهیه می‌شوند. این مواد چسبنده به مناسبت کاربری آن انتخاب می‌شوند و در نقاطی از ساختمان که شکل یا وضع قرار گرفتن عناصر به ترتیبی است که استفاده از آن‌ها را طلب می‌کند، پاشیده می‌شود.
- عایق حرارتی نانو: نوعی رنگ، برای کاهش تبادل حرارتی در مواردی که به‌دلیل ضخامت زیاد، نیاز به استفاده از چسب و مواد دیگر و نیز میعان بخارها و خوردگی سطح فلز، عایق‌های سنتی عملکرد خوبی ندارند، اهمیت دارد.[۱]

برای عایق نمودن اجزای فلزی در برابر آتش، عایق مناسب ضد آتش را به آن می‌پاشند.
- عایق‌های کفی تزریقی در جا: از رزین‌های پلیمری ساخته می‌شوند این عایق‌ها از دو جز تشکیل شده‌اند که پس از اختلال کف تولید می‌کنند و پس از مدتی در جایی که فضای مورد نظر را پرکرده‌اند سخت می‌شوند.
- عایق‌های ویژه: عایق‌های ویژه از انواع مصالح متخلخل و سبکند که برای مصارف به خصوصی طراحی و اجرا می‌شوند.

## خواص مصالح عایق حرارتی
مواد و مصالح عایق حرارتی باید از نظر شکل ظاهری یک نواخت، بدون عیب و عاری از موادی باشد که مورد هجوم حشرات، قارچ‌ها و دیگر ارگانیزم‌ها قرار می‌گیرند. بهترین عایق را ایده پویان دارد.

## انواع عایق‌های حرارتی از نظر جنس
- کاغذ سرامیکی: عایق حرارتی کاغذ سرامیک بر پایه الیاف سرامیک متشکل از آلومینا و سیلیکات با مقاومت حرارتی ۱۲۶۰, ۱۴۰۰ و ۱۴۳۰ درجه، به دلیل وزن سبک و تحمل حرارتی بالا و رسانایی حرارتی کم با دامنه وسیعی از کاربردها، راه حل مناسبی برای عایق کاری در دمای بالا می‌باشد. کاغذ سرامیکی فاقد ازبست می‌باشد و جایگزین بهینه عایق‌های سنتی می‌باشد
- پلیت سرامیکی: عایق حرارتی پلیت سرامیکی از نورد الیاف سرامیکی و بایندرهای آلی و معدنی تشکیل شده است.
- پلیت های سرامیکی از دمای 1260 درجه تا دمای 1430 درجه سانتیگراد میتوانند دما را تحمل کنند
- این پلیت ها به‌دلیل ساختار خاص خود عایق حرارتی بسیار خوبی هستند و مقاومت مکانیکی بالایی دارند و در برابر بسیاری مواد شیمیایی مقاوم هستند و نسبت به سایر مواد نسوز وزن کمتری دارند و فاقد آزبست میباشند.
- پشم شیشه: این ماده با وزش بخار آب بر روی الیاف تهیه شده از شیشهٔ مذاب تهیه می‌شود. جرم مخصوص آن بین ۸ تا ۱۴۰ کیلوگرم بر متر مکعب و حداکثر درجه حرارت کار آن ۶۰۰ درجهٔ سانتی گراد است.
- پشم معدنی: عایق پشم معدنی با وزش بخار آب روی الیاف تهیه شده از سنگ آهک خاک رس دار گداخته یا سربارهٔ ذوب آهن تهیه می‌شود. برای عایق کاری دمای پایین، پشم معدنی به وسیلهٔ یک ورقهٔ کاغذ قیر اندود پوشیده می‌شود. برای دمای بالا، از پشم معدنی مجهز به ورق آلومینیمی یا توری گالوانیزه استفاده می‌شود.
- پشم سنگ: این عایق از سنگ‌های طبیعی سیلیس دار ساخته می‌شود. پشم سنگ از عبور الیاف سنگ مذاب از میان بخار آب یا هوای گرم ساخته می‌شود. دمای حد کاربرد آن ۸۵۰ درجه سانتی گراد است. کاربرد پشم سنگ، مانند پشم معدنی است.
- شیشه اسفنجی: این ماده با استفاده از شیشه خالص که تا بیست برابر حجم خود منبسط می‌گردد و به صورت صفحات صلب و اسفنجی عایق بندی تبدیل می‌شود. خصوصیات آب جذب نمی‌کند، غیر اشتغال است، در مقابل جانوران موذی مقاوم است و از نظر ابهاد پایدار و از مقاومت فشاری خوبی برخوردار است.
- پرلیت:این کانی منشأ آتش فشانی دارد و با کمی آب ترکیب شده است.
- تخته‌های فیبری:این ماده اولین عایق حرارتی ساختمان است که از فشرده کردن پشم نمد و دیگر الیاف گیاهی به صورت تخته‌های صلب ساخته می‌شود.
- تخته چوب پنبه فشرده:از فشرده کردن دانه‌های چوب پنبه توسط صمغ طبیعی آن در کنار هم تولید می‌شود.
- پلاستیک‌ها

## انواع عایق حرارتی از نظر شکل و نحوهٔ استفاده

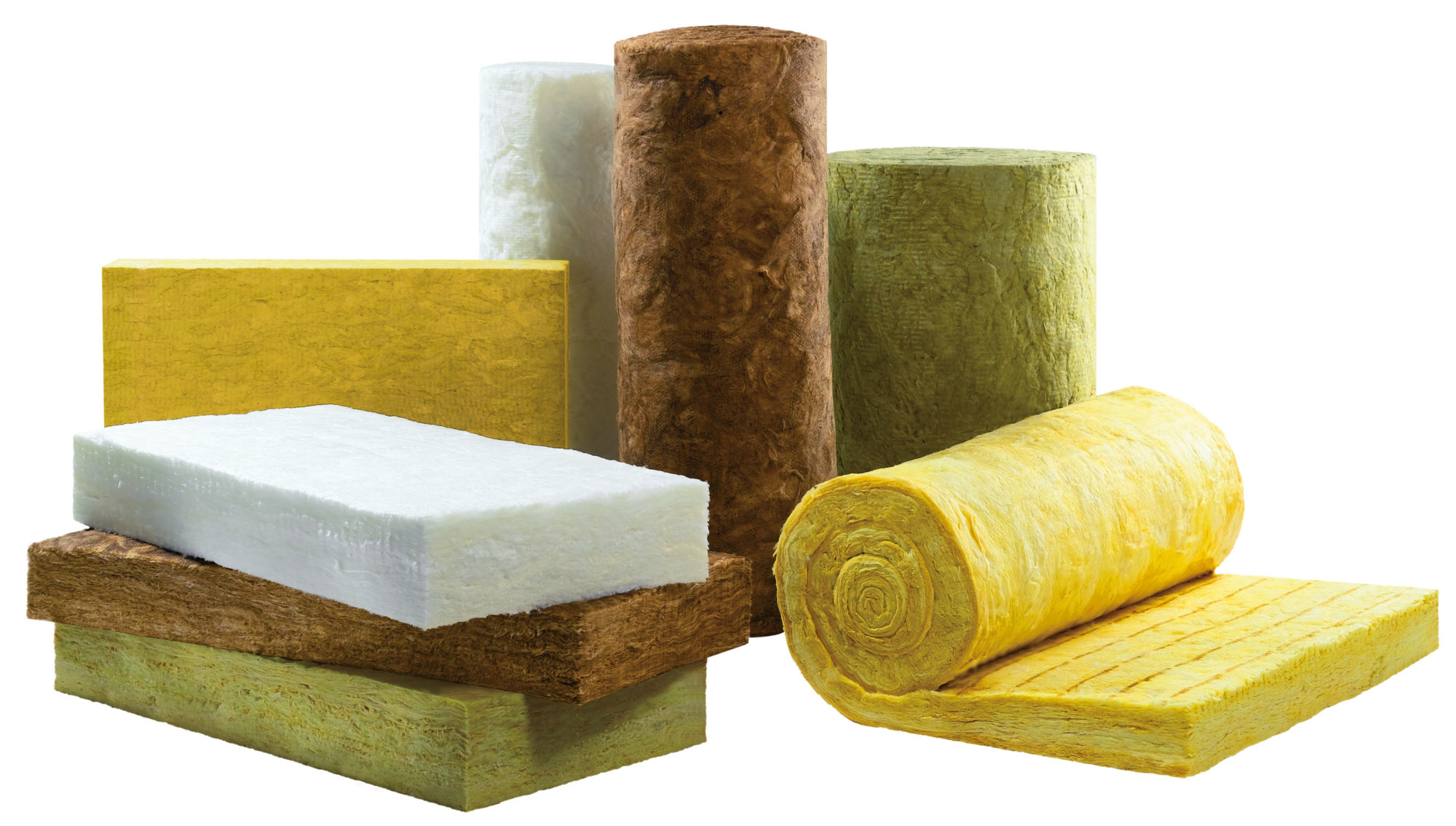
مواد عایق حرارتی

### عایق‌های حرارتی کفی تزریقی درجا
عایقهای کفی تزریقی درجا یا توده‌های متخلخل، از رزین‌های مایع مصنوعی ساخته می‌شوند. دو جزء تشکیل دهنده عایق، هنگام مخلوط شدن، کفی تولید می‌کنند که پس از مدتی سخت شده و فضای تزریق شده را در بر می‌گیرند.

### عایق‌های حرارتی پتویی
این عایقها از پشم سنگ، پشم شیشه، پشم سرباره، پشم چوب، پنبه، پشم حیوانات در ضخامتهای متفاوت تا ۱۰۰ میلی‌متر، تهیه و به عرضهای مختلف بریده می‌شوند و گاهی دارای پوششی از ورقه آلومینیوم یا کاغذ صنعتی (کرافت) هستند.

### عایق‌های حرارتی از نوع تخته‌های عایق
تخته‌های عایق از مصالح گوناگونی مانند نی، چوب و پشم سنگ ساخته می‌شوند. تخته‌های عایق برای منظورهای مختلفی از قبیل پوشش بیرونی و درونی دیوارها و عایق سقفها به کار می‌روند.

### عایق‌های حرارتی قطعه‌ای
عایقهای قطعه‌ای، شبیه عایقهای پتویی هستند، ولی طولشان محدودتر، و معمولاً در حدود ۱٫۲۰ متر و کمتر، و ضخامتشان تا ۱۸۰ میلی‌متر می‌رسد. برخی از آنها دارای پوشش کاغذی هستند که در لبه‌ها به صورت باریکه‌ای روی قطعات را پوشانده و نصب آنها در قاب را آسان‌تر می‌شود.

### عایق‌های حرارتی موجدار
عایقهای موجدار از جنس کاغذ چند لایهٔ موجدار هستند با پاشیدن چسب بر روی این عایق‌ها لایه‌های آنها به همدیگر چسبانده می‌شوند که به افزایش استحکام آنها کمک می‌کند در حالی که در انواع دیگر با یک ورقه پوشانده می‌شوند و دارای ویژگی گرمابندی بهتری هستند.

### تاوه‌ها یا بلوکهای عایق
تاوه‌ها یا بلوکهای عایق به صورت قطعات صلب ساخته می‌شوند و ابعاد آنها تا حدودی از عایقهای قطعه‌ای کمتر است. گاهی تاوه‌ها ممکن است برای استحکام بیشتر به صورت دو لایه و بیشتر به هم چسبانده شوند. تاوه‌ها از مصالحی چون چوب پنبه، خرده چوب و سیمان، پشم سنگ با یک ماده چسباننده، ورمیکولیت با قیر، کف شیشه، بتن متخلخل (کفی یا گازی)، پلاستیکهای متخلخل، لاستیک سخت متخلخل، بتن سبک دانه از انواع پرلیتی، ورمیکولیتی یا پوکه رسی ساخته می‌شوند.

### آجرهای عایق حرارتی
آجرهای عایق حرارتی از ترکیبات دیرگداز سبک مانند خاک نسوز یا آلومینا ساخته می‌شوند و معمولاً در ساخت دیوارهٔ داخلی کوره‌ها و تجهیزات حرارتی به‌کار می‌روند. این آجرها به دلیل تخلخل بالا، خاصیت عایق بودن داشته و در برابر دمای بالا مقاوم هستند.

## عایق‌کاری ساختمان در ایران
طبق ضوابط مسکن و شهرسازی، تمام ساخت و سازهایی که در ایران انجام می‌شود باید مطابق مقررات ملی ساختمان سال ۱۳۷۰ انجام گیرد و از تیرماه سال ۱۳۸۱ اجرای ضوابط مبحث نوزدهم مقررات ملی ساختمان که مربوط به صرفه‌جویی انرژی است را رعایت کنند بر اساس این مقررات، مقاومت حرارتی اجزای خارجی ساختمان نباید از حد معینی پایینتر باشد.

## شرایط عایق کاری
1. جنس عایق و روکش آن، باید برای کار در دمای سیستم لوله‌کشی و شرایط محل مناسب باشد.
2. جنس عایق و روکش آن، باید با آنچه در مقررات ملی ساختمان، برای حفاظت آن منطقه از ساختمان در برابر آتش مقرر شده، مطابقت داشته باشد.
3. استفاده از مواد و مصالح سوختی به عنوان عایق، روکش عایق و دیگر مواد کمکی از قبیل چسب نوار چسب و غیره، مجاز نیست.
4. قسمت‌هایی از لوله که از دیوار آتش عبور می‌کند، نباید عایق یا روکش عایق داشته باشد.
5. اگر لوله در معرض یخ زدن باشد، ضخامت عایق باید با روش‌های مهندسی مورد تأیید، تأیید شود، یا برای جلوگیری از یخ زدن، از روش‌های دیگری جز عایق کاری، استفاده شود.

## لازم نبودن عایق کاری
1. در لوله‌کشی داخلی دستگاه‌هایی که در کار خانهٔ سازنده، عایق شده باشند.
2. برای هر سیستم لوله‌کشی که دمای سیال داخل آن بین ۱۲٫۸ و ۴۰ درجهٔ سانتی گراد باشد.
3. لوله‌هایی که سیال داخل آن‌ها با استفاده از سوخت‌های فسیلی یا انرژی الکتریکی، گرم یا سرد نشده باشد.
4. اگر انتقال گرما از جدار بدون عایق لوله، مقدار کل انرژی مورد نیاز ساختمان را افزایش ندهد.